# Emma Griffin
Emma Griffin (Ipswich, Queensland, 18 de diciembre de 1989) es una actriz australiana, conocida por haber interpretado a Tammy en Offspring.

## Biografía
En 2008 se unió a la escuela Academia de Australia Occidental de Artes Escénicas WAAPA de donde se graduó en 2010.

## Carrera
En 2011 apareció en varios episodios de la segunda temporada de la serie Offspring, donde interpretó a Tammy.
El 3 de noviembre de 2011, se unió como invitada a la serie exitosa serie australiana Home and Away, donde interpretó a la adolescente Dallas Phillips hasta el 17 de febrero de 2012.

## Filmografía[3]

### Series de televisión
| Año         | Serie         | Personaje       | Notas       |
| ----------- | ------------- | --------------- | ----------- |
| 2011 - 2012 | Home and Away | Dallas Phillips | 8 episodios |
| 2011        | Offspring     | Tammy           | 6 episodios |

### Películas
| Año  | Título          | Personaje | Notas                                          |
| ---- | --------------- | --------- | ---------------------------------------------- |
| 2011 | Unwanted Friend | Suzie     | corto                                          |
| 2010 | The Family Tree | Teresa    | corto - junto a James Monarski & Hannah Pepper |
| 2010 | Serenade        | Carol     | -                                              |

### Teatro
| Año  | Obra                  | Personaje         | Director (a)          | Teatro |
| ---- | --------------------- | ----------------- | --------------------- | ------ |
| 2011 | Piranha Heights       | Lilly             | Fiona Hellenan-Barker | -      |
| 2010 | The Trial             | Leni              | Michael Jenn          | WAAPA  |
| 2010 | Joking Apart          | Louise            | Andrew Lewis          | WAAPA  |
| 2010 | Talking to Terrorists | Caroline          | Crispin Taylor        | WAAPA  |
| 2010 | Hamlet                | Reynaldo/Osric    | Arnie Naeme           | WAAPA  |
| 2010 | Comedy of Errors      | Emilia            | Adam Cook             | WAAPA  |
| 2009 | Ivanov                | Sasha             | Nic Papadimitriou     | WAAPA  |
| 2009 | Threepenny Opera      | Mrs. Peacham      | Rachael Moorehead     | WAAPA  |
| 2009 | Arabian Nights        | Esposa del Sastre | Lisa Scott Murphy     | WAAPA  |
| 2009 | Open Cut              | Jamie/Wanita      | Andrew Lewis          | WAAPA  |